# Quetzal (moneda)
El quetzal (codi ISO 4217: GTQ) és la moneda nacional de Guatemala. Es divideix en 100 centaus (en espanyol centavos).
En l'antiga cultura maia, es feien servir com a moneda les plomes de la cua del quetzal, per tant posar-li el nom de l'ocell a la moneda nacional li atorga un fort valor històric indicatiu dels pobles nadius de Guatemala.
Fins al 1979 estava en paritat amb el dòlar dels Estats Units.
Actualment hi ha en circulació monedes d'1, 5, 10, 25 i 50 centaus i 1 quetzal, i bitllets de 50 centaus i d'1, 5, 10, 20, 50, 100 i 200 quetzals.

## Taxes de canvi
- 1 EUR = 9,77 GTQ (21 de novembre del 2008)
- 1 USD = 7,76 GTQ (21 de novembre del 2008)